# Clan Erskine
Erskine ist der Name eines schottischen Clans in den Lowlands.

## Geschichte
Der Name Erskine leitet sich von der Länderei Erskine in Renfrewshire ab, die südlich des River Clyde und rund zehn Meilen westlich von Glasgow liegt. Höchstwahrscheinlich stammt dieser Begriff aus dem Lateinischen oder Altenglischen und bedeutet so viel wie green rising ground („Grüne Erhebung“).
Die erste bekannte Person mit dem Namen Erskine war Henry Erskine, Inhaber des Lehens über die feudale Baronie Erskine, der im 13. Jahrhundert zur Herrschaftszeit König Alexanders II. lebte. Im modernen schottischen Gälisch wird der Name Arascain geschrieben.

## Chief
Aktueller Chief des Clan Erskine ist seit 1993 James Thorne Erskine, 14. Earl of Mar, 16. Earl of Kellie.

## Adelstitel
Mitglieder des Clan Erskine führten bzw. führen folgende Adelstitel:
Peerage of Scotland
- Earl of Mar (1404, 1565)
- Earl of Kellie (1619)
- Earl of Buchan (1469)
- Viscount Fentoun (1606)
- Lord Erskine (1426)
- Lord Auchterhouse (1469)
- Lord Cardross (1610)
- Lord Erskine of Dirletoun (1604)
- Lord Dirletoun (1619)

Peerage of Great Britain
- Baron Loughborough (1795)

Peerage of the United Kingdom
- Earl of Rosslyn (1801)
- Baron Erskine of Restormel Castle (1806)
- Baron Erskine of Rerrick (1961)
- Baron Erskine of Alloa Tower (Life Peerage, 2000)

Baronetage of Nova Scotia
- Erskine Baronet, of Alva (1666)
- Erskine Baronet, of Cambo (1666)

Baronetage of Great Britain
- Erskine Baronet, of Torrie (1791)

Baronetage of the United Kingdom
- Erskine Baronet, of Cambo (1821)
- Erskine Baronet, of Rerrick (1961)

Adelsstand des Königreichs Schweden
- Freiherr von Erskein (1655)

Adelsstand des Königreichs Bayern
- Freiherr von Erskine (1872)

## Schlösser
- House of Dun und Dun Estate war von 1375 bis 1980 das Heim des Clan Erskine, archäologischen Ausgrabungen zufolge leben hier seit rund 9000 Jahren Menschen.
- Kildrummy Castle war Sitz des Clan Erskine, bis es 1716 nach dem fehlgeschlagenen Jakobiten-Aufstand aufgegeben werden musste.
- Corgarff Castle wurde 1626 von John Erskine, 18. Earl of Mar, erworben.
- Kellie Castle wurde 1613 von Sir Thomas Erskine gekauft.
- Dryburgh Abbey wurde 1544 dem Earl of Mar von König Jakob IV. geschenkt.
- Alloa Tower
- Dirleton Castle
- Braemar Castle
- Rosslyn Castle
- Dunimarle Castle in der Nähe von Culross, wurde im 18. Jahrhundert von der Familie Erskine gebaut.